# ヘナン・エンヒキ・オリヴェイラ・ヴィエイラ
ヘナン・オリヴェイラ（Renan Oliveira）ことヘナン・エンヒキ・オリヴェイラ・ヴィエイラ（ポルトガル語: Renan Henrique Oliveira Vieira、1989年12月29日 - ）は、ブラジルのサッカー選手。ポジションはMF。

## クラブ歴
ミナスジェライス州イタビラ出身で、アトレチコ・ミネイロの下部組織からトップチームに昇格した。プロ初出場は2008年4月6日のカンピオナート・ミネイロでのグアラニ-MGとの一戦であった。プロ初得点は翌週13日のトゥピFC戦であった。2010年にECヴィトーリアに期限付き移籍したのを皮切りにコリチーバFC、AAポンチ・プレッタ、ゴイアスEC、スポルチ・レシフェ、アメリカ・ミネイロ、アヴァイFC、クルーベ・ナウチコ・カピバリベに期限付き移籍した。
2017年にアメリカ・ミネイロに完全移籍で加入。翌年クルーベ・ジ・レガタス・ブラジルに完全移籍。2019年にボタフォゴ-SPに完全移籍すると、同年にリトアニアのFKスードゥヴァ・マリヤンポレに完全移籍し、初の欧州挑戦となった。